# Aartsbisdom Port Moresby
Het aartsbisdom Port Moresby, is een rooms-katholiek aartsbisdom in Port Moresby in  Papoea-Nieuw-Guinea. De aartsbisschop is sinds 2008 John Ribat.